# Carden Engineering

Logo der Carden Engineering Company Ltd. (1913–1922)

Die Carden Engineering Company Ltd. war ein britischer Hersteller von Cyclecars unter dem Namen Carden und entwickelte die Voiturette Sheret.

## Unternehmensgeschichte
Captain (später Sir) John Valentine Carden war Offizier, Erfinder und Ingenieur. Zu seinen Entwürfen gehörten Ultraleichtflugzeuge, Amphibienpanzer und ein Cyclecar, der als Carden und ab 1922 als New Carden verkauft wurde.
Zu dessen Herstellung gründete er 1913 die Carden Engineering Company Ltd. in Teddington. 1920 erfolgte der Umzug nach Ascot. 1922 verkaufte er die Firma an die Arnott & Harrison Limited in Willesden N.W.10. Die neuen Besitzer organisierten sie als New Carden Light Car Company mit Sitz an der Hythe Street Nr. 10 in Willesden, wahrscheinlich der Adresse der Käuferin, welche die Fahrzeuge tatsächlich herstellte. Die Firmenbezeichnung ist insofern irreführend, weil mit Light cars im englischen Sprachgebrauch eigentlich Voiturettes gemeint sind, Carden und New Carden aber als Cyclecar einzuordnen sind. 1924–1925 entstand eine weitere, etwas gehobenere Version, welche unter der Marke Sheret vertrieben wurde. Dieses Fahrzeug wurde mit drei Sitzen als Light car (Voiturette nach britischer Definition) angeboten. 1925 endete die Fahrzeugproduktion.
Sir John Carden kam 1935 bei einem Flugzeugabsturz ums Leben.

## Carden

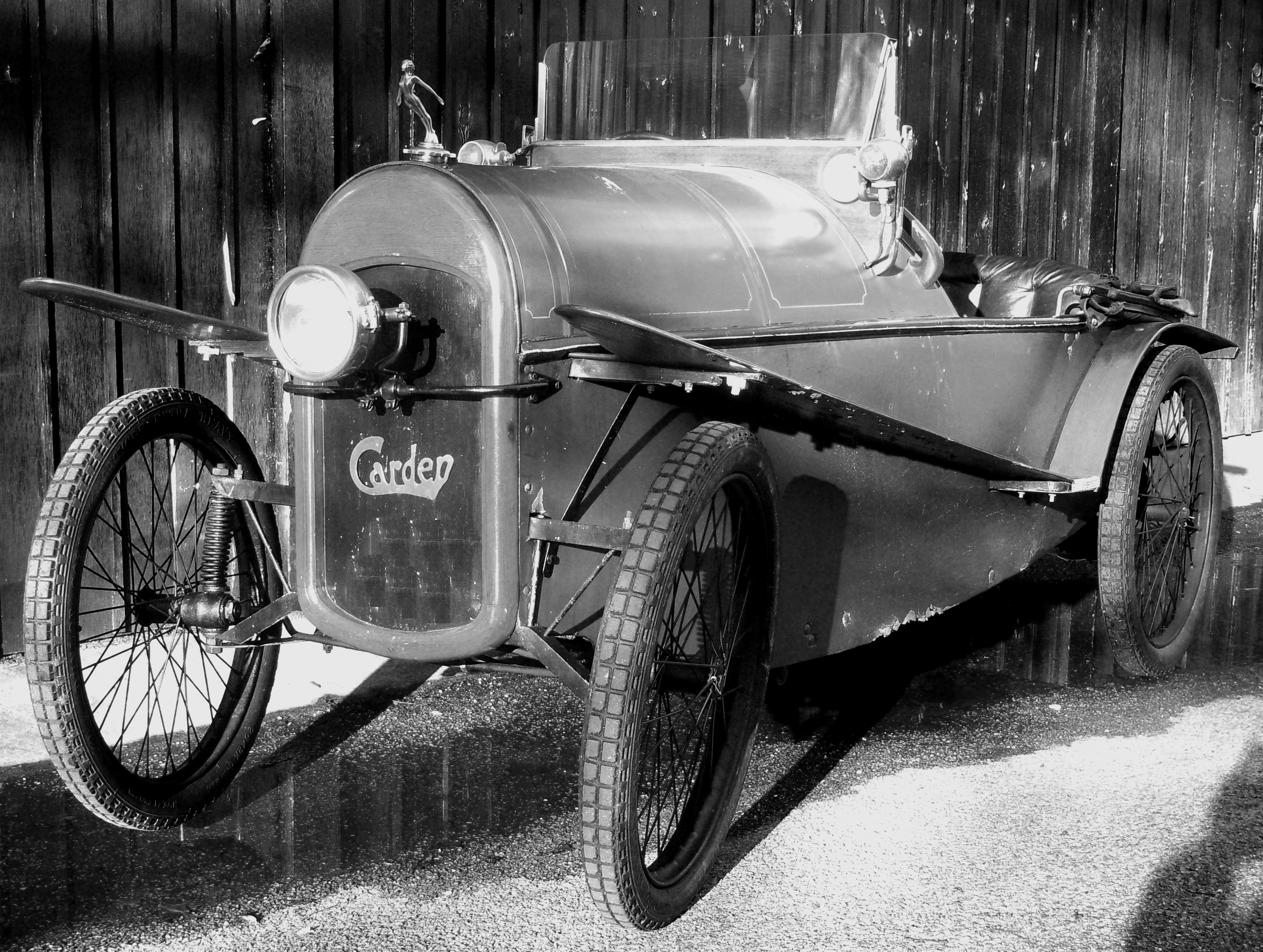
Carden cyclecar (ca. 1920). Die Schraubenfedern an der Vorderachse sind gut erkennbar.

Der Carden hatte ein leichtes Leiterrahmenchassis. Der luftgekühlte Zweitaktmotor war im Heck untergebracht, der Benzintank saß unter der falschen Motorhaube. Der Cyclecar hatte anfangs vorn eine halbelliptische Querblattfeder und hinten zwei Viertelelliptik- oder Schraubenfedern. Es scheint, dass der Carden von 1913 bis etwa 1919 nur als Einsitzer („Monocar“) angeboten wurde. Allerdings standen bereits bei seiner Einführung drei verschiedene Motoren zur Auswahl. Dies waren 1913–1914 das Modell 4 HP, das wiederum wahlweise mit einem Einzylindermotor mit 482 cm³ Hubraum oder mit einem Zweizylinder-Boxermotor mit 499 cm³ Hubraum erhältlich war. Das Gewicht des Einzylindermodells war mit 140 kg angegeben. Das Modell 5 HP mit Zweizylindermotor gab es 1914 mit 647 cm³ Hubraum und zwischen 1915 und 1916 mit 662 cm³ Hubraum. 1915 erschien zusätzlich das Zweizylindermodell 6 HP mit 741 cm³ Hubraum.
Die Kraftübertragung erfolgte über ein Zweigang-Stirnwandgetriebe und eine Kette auf die Hinterachse. Der Benzintank saß vorn. Der Einfüllstutzen war auf der Kühlerattrappe angebracht, wo bei wassergekühlten Fahrzeugen Kühlwasser nachgefüllt wurde. Als Tankverschluss konnte auch eine aufschraubbare „Kühler“-Figur verwendet werden.
1919 erschien eine für das Modelljahr 1920 überarbeitete Version. Spätestens ab 1920 gab es auch vorne Schraubenfedern, die ähnlich angebracht waren wie jene des Lancia Lambda. Das letzte Modell war der 7 HP, den es ab 1920 mit einem Zweizylindermotor mit 707 cm³ Hubraum gab; der Sheret erhielt das gleiche Triebwerk.
Im Lauf seiner Produktionszeit wurden sechs verschiedene Motoren im Carden angeboten und es gab ein-, zwei- und viersitzige Karosserien.
Das erste Modell von Tamplin Motors basierte auf einem Modell von Carden.

## Modelle

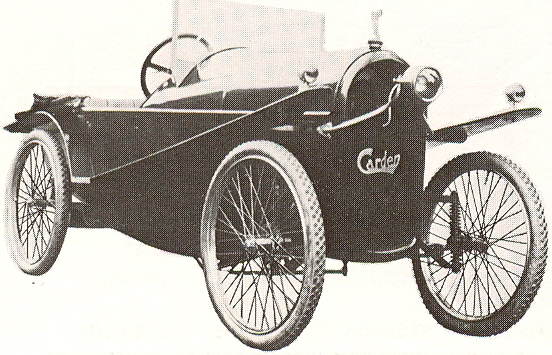
Carden 7 hp (1921)

| Modell | Bauzeitraum | Zylinder | Hubraum | Radstand | Karosserie |
| ------ | ----------- | -------- | ------- | -------- | ---------- |
| 4 hp   | 1914        | 1        | 482 cm³ | 2286 mm  | Monocar    |
| 7-8 hp | 1924–1925   | 2 Reihe  | 707 cm³ | 2286 mm  | Tandem     |

## Export
Jouve et Cie aus Paris vertrieb 1914 in Frankreich Fahrzeuge von Carden unter dem Markennamen Le Sylphe.